# Togo tại Thế vận hội
Togo đã liên tục gửi các vận động viên (VĐV) tới các kỳ Thế vận hội Mùa hè được tổ chức kể từ năm 1972, trừ các kỳ năm 1976 và 1980. Quốc gia này giành tấm huy chương Olympic đầu tiên của mình tại Thế vận hội Mùa hè 2008 khi Benjamin Boukpeti mang về huy chương đồng kayak K1 vượt thác.
Togo tham dự Thế vận hội Mùa đông lần đầu tiên năm 2014, với hai vận động viên tham gia tranh tài.

## Bảng huy chương

### Huy chương tại các kỳ Thế vận hội Mùa hè
| Thế vận hội         | Số VĐV        | Vàng          | Bạc           | Đồng          | Tổng số       | Xếp thứ       |
| 1896–1968           | không tham dự | không tham dự | không tham dự | không tham dự | không tham dự | không tham dự |
| München 1972        | 7             | 0             | 0             | 0             | 0             | –             |
| Montréal 1976       | không tham dự |               |               |               |               |               |
| Moskva 1980         | không tham dự |               |               |               |               |               |
| Los Angeles 1984    | 6             | 0             | 0             | 0             | 0             | –             |
| Seoul 1988          | 6             | 0             | 0             | 0             | 0             | –             |
| Barcelona 1992      | 6             | 0             | 0             | 0             | 0             | –             |
| Atlanta 1996        | 5             | 0             | 0             | 0             | 0             | –             |
| Sydney 2000         | 3             | 0             | 0             | 0             | 0             | -             |
| Athens 2004         | 3             | 0             | 0             | 0             | 0             | –             |
| Bắc Kinh 2008       | 4             | 0             | 0             | 1             | 1             | 80            |
| Luân Đôn 2012       | 6             | 0             | 0             | 0             | 0             | –             |
| Rio de Janeiro 2016 | 5             | 0             | 0             | 0             | 0             | –             |
| Tokyo 2020          | chưa diễn ra  |               |               |               |               |               |
| Tổng số             | Tổng số       | 0             | 0             | 1             | 1             | 141           |

### Huy chương tại các kỳ Thế vận hội Mùa đông
| Thế vận hội      | Số VĐV        | Vàng          | Bạc           | Đồng          | Tổng số       | Xếp thứ       |
| 1924–2010        | không tham dự | không tham dự | không tham dự | không tham dự | không tham dự | không tham dự |
| Sochi 2014       | 2             | 0             | 0             | 0             | 0             | –             |
| Pyeongchang 2018 | 1             | 0             | 0             | 0             | 0             | –             |
| Bắc Kinh 2022    | chưa diễn ra  | chưa diễn ra  | chưa diễn ra  | chưa diễn ra  | chưa diễn ra  | chưa diễn ra  |
| Tổng số          | Tổng số       | 0             | 0             | 0             | 0             | –             |

### Huy chương theo môn
| Môn thi đấu        | Vàng | Bạc | Đồng | Tổng số |
| ------------------ | ---- | --- | ---- | ------- |
| Canoeing           | 0    | 0   | 1    | 1       |
| Tổng số (1 đơn vị) | 0    | 0   | 1    | 1       |

## Các VĐV giành huy chương
| Huy chương | Tên VĐV           | Thế vận hội   | Môn thi đấu | Nội dung            |
| ---------- | ----------------- | ------------- | ----------- | ------------------- |
| Đồng       | Benjamin Boukpeti | Bắc Kinh 2008 | Canoeing    | K-1 vượt thác (nam) |